# Campionati africani di ginnastica aerobica 2016
I Campionati africani di ginnastica aerobica 2016 sono stati la 3ª edizione della competizione organizzata dalla Unione Africana di Ginnastica.
Si sono svolti ad Algeri, in Algeria, dal 19 al 27 marzo 2016.

## Podi
| Evento                | Oro              | Argento         | Bronzo                  |
| Individuale maschile  | Sofiane Sahraoui | Tlhakiso Mafona | Mayouna Massamba Mercia |
| Individuale femminile | Sihem Mansouri   | Demi Botha      | Dominique Mann          |
| Coppia mista          | Algeria          | Sudafrica       | Senegal                 |
| Trio                  | Sudafrica        | Algeria         | Tunisia                 |
| Gara a squadre        | Sudafrica        | Algeria         | Senegal                 |